# La Mer des histoires

La Mer des histoires est une adaptation en moyen français du Rudimentum novitiorum d'Usuard. Son auteur, anonyme, est le chanoine de Mello en Beauvaisis ; il se dit placé sous le patronage d'André de La Haye, seigneur de Chaumont. L'editio princeps est un incunable.

## Contenu
Le titre est repris d'un ouvrage latin de Giovanni Colonna intitulé Mare historiarum, mais il s'agit, en réalité, de la traduction d'une chronique universelle, le Rudimentum novitiorum, fruit d'un travail de compilation réalisé vers 1470-1474 par un clerc anonyme de Lübeck. C'est dans cette ville que la chronique est d'abord imprimée, vers 1475, par l'atelier de Lucas Brandis, typographe allemand.
Le Rudimentum commence à la création du monde et s'achève en 1473. Il reprend la division traditionnelle des temps en six âges. Ses sources sont la Bible et les Pères de l’Église ainsi que de nombreux auteurs de l'Antiquité classique et du Moyen Âge. L'œuvre inclut aussi une trentaine de fables ésopiques ainsi qu'une description de la Terre Sainte et un dictionnaire géographique. On y trouve aussi, ajoutée par le traducteur, une histoire des rois de France, compilée à partir d'extraits des Chroniques de France, jusqu'au sacre de Charles VII (1484).